# Spessetta Balbiani
Spessetta è una frazione del comune di Spessa posta ad ovest del centro abitato, verso il Po.

## Storia
Spessetta Balbiani, oggi piccola località a ovest di Spessa, comprendeva anche Spessetta Speciani (attuale cascina Speziana, a nord del paese). Nel XVIII secolo inglobò gran parte della località fluviale ormai fantasma di Pissarello. Il comune fu soppresso dagli austriaci nel 1844 e unito a Spessa.

## Società

### Evoluzione demografica
- 110 nel 1751
- annesso per la prima volta a Spessa da Napoleone nel 1805